# Laxton's Royalty
Laxton's Royalty es una  variedad cultivar de manzano (Malus domestica). 
Un híbrido del cruce de Cox's Orange Pippin x Court Pendu Plat. Criado en Bedford por "Laxton Bros. Ltd.", en 1908 e introducido por ellos en 1932. Las frutas tienen pulpa dura y crujiente con un sabor ligeramente dulce a subácido.

## Historia
'Laxton's Royalty' es una variedad de manzana, híbrido del cruce de Cox's Orange Pippin x Court Pendu Plat. Desarrollado y criado a partir de 'Cox's Orange Pippin' mediante una polinización por la variedad 'Court Pendu Plat', por "Laxton Bros. Ltd." Bedford, Inglaterra, (Reino Unido) a principios del siglo XX en 1908 e introducido por ellos en el mercado en 1932.
'Laxton's Royalty' se cultiva en la National Fruit Collection con el número de accesión: 1949-098 y Accession name: Laxton's Royalty.

## Características
'Laxton's Royalty' árbol de extensión erguida, de vigor moderadamente vigoroso, portador de espuela. Tiene un tiempo de floración que comienza a partir del 14 de mayo con el 10% de floración, para el 21 de mayo tiene una floración completa (80%), y para el 28 de mayo tiene un 90% caída de pétalos.
'Laxton's Royalty' tiene una talla de fruto medio; forma plano redondeada, con una altura de 49.50mm, y con una anchura de 63.00mm; con nervaduras débiles; epidermis con color de fondo es verde lavado a un rojo oscuro mate, con un sobre color lavado de rojo oscuro casi granate, importancia del sobre color medio-alto, y patrón del sobre color de finas rayas que se muestran en el extremo del tallo, "russeting" (pardeamiento áspero superficial que presentan algunas variedades) ausente o muy bajo; la piel tiende a ser lisa se vuelve grasienta en la madurez con lenticelas de color claro; ojo mediano y abierto, colocado en una cuenca poco profunda y ancha, ligeramente fruncida; pedúnculo algo corto y de grosor medio, colocado en una cavidad cubierta de "russeting" profunda y estrecha; carne es de color blanco con reflejos verdosos, especialmente junto a la piel. Firme y dura. Jugoso y algo dulce, bastante aromático.
Su tiempo de recogida de cosecha se inicia a finales de octubre. Se mantiene bien durante tres meses en cámara frigorífica.

## Usos
Una buena manzana de uso de postre fresca en mesa.

## Ploidismo
Diploide, auto estéril. Grupo de polinización: F, Día 21.